# Янгієр
Янгієр (узб. Yangiyer - нова земля) — місто у Сирдар'їнськобластіій області Узбекистану, розташоване на перетині Великого Узбецького тракту (автодорога M-39) та Південно-Голодностепського каналу.

## Історія
Янгієр виник у 1957 році внаслідок освоєння Голодного степу. Назва міста перекладається з узбецької як «нова земля». Раніше місто носило назву Янгі-ер. Площа Янгієра становить 30,0 км².
Телефонний код — +998673. Поштові індекси варіюються від 121000 до 121003. Місто знаходиться в часовому поясі UTC +5.

## Населення
1979 рік — 42 000 осіб
1991 рік — 29 600 осіб
2018 рік —  32 500 осіб
2023 рік — 46 800 осіб

## Економіка
У місті розташовані асфальтобетонний завод і підприємства харчової промисловості, а також знаходиться однойменна залізнична станція.
У місті Янгієр, станом на 1 січня 2010 року, забезпечено зайнятість 19 400 осіб, з яких 10 800 працюють у виробничій галузі, а 8 600 — у невиробничій. Також у місті діють 8 махаллинських сходів громадян.
Перетин території міста Великим автомобільним трактом має велике значення для економічного потенціалу Янгієра.
Станом на 1 січня 2010 року в місті зареєстровано 472 господарюючих суб'єкта, з яких 7 — фермерські господарства, а 441 — малі підприємства і мікрофірми. У 2009 році промисловими підприємствами Янгієра було вироблено продукції на суму 10,9 млрд сумів, що на 118,9% більше в порівнянні з попереднім роком. Також було виготовлено товарів народного споживання на 5,8 млрд сумів (зростання на 116,1%), реалізовано капітальних вкладень на 28,6 млрд сумів, а обсяги виконаних будівельних робіт склали 3,5 млрд сумів (зростання на 104%). Валовий сільськогосподарський продукт досяг 1,2 млрд сумів (зростання на 107,6%), обсяги роздрібної торгівлі склали 26,1 млрд сумів (зростання на 110,3%), а сервісні послуги населенню становили 4,9 млрд сумів (зростання на 117,1%). Експортний потенціал міста становить 0,9 млн доларів США (зростання на 169,4% порівняно з минулим роком), а імпорт — 0,8 млн доларів (зростання на 94,1%).
Для розвитку малого бізнесу протягом 2009 року було виділено загалом 2077,9 млн сумів кредитних коштів, зокрема 457,4 млн сумів у короткострокових кредитах і 1620,5 млн сумів у довгострокових.
Середня заробітна плата у 2009 році становила 474 100 сумів. Станом на 1 січня 2010 року забезпечення населення природним газом досягло 98,8%, а питною водою — 74,7%.
Станом на 1 січня 2009 року було прокладено та введено в експлуатацію 4,5 км ліній питної води, з яких 3,2 км становили газопровідні мережі.
Територіальна програма зі створення нових робочих місць реалізована:
- у 2004 році —  на 141,2 %
- у 2005 році — на 101,4 %
- у 2006 році —  на 108,1 %
- у 2007 році —  на 100,2 %
- у 2008 році — на 103,4 %
- у 2009 році — на 100,2 %

Забезпечення житлом у районі склало:

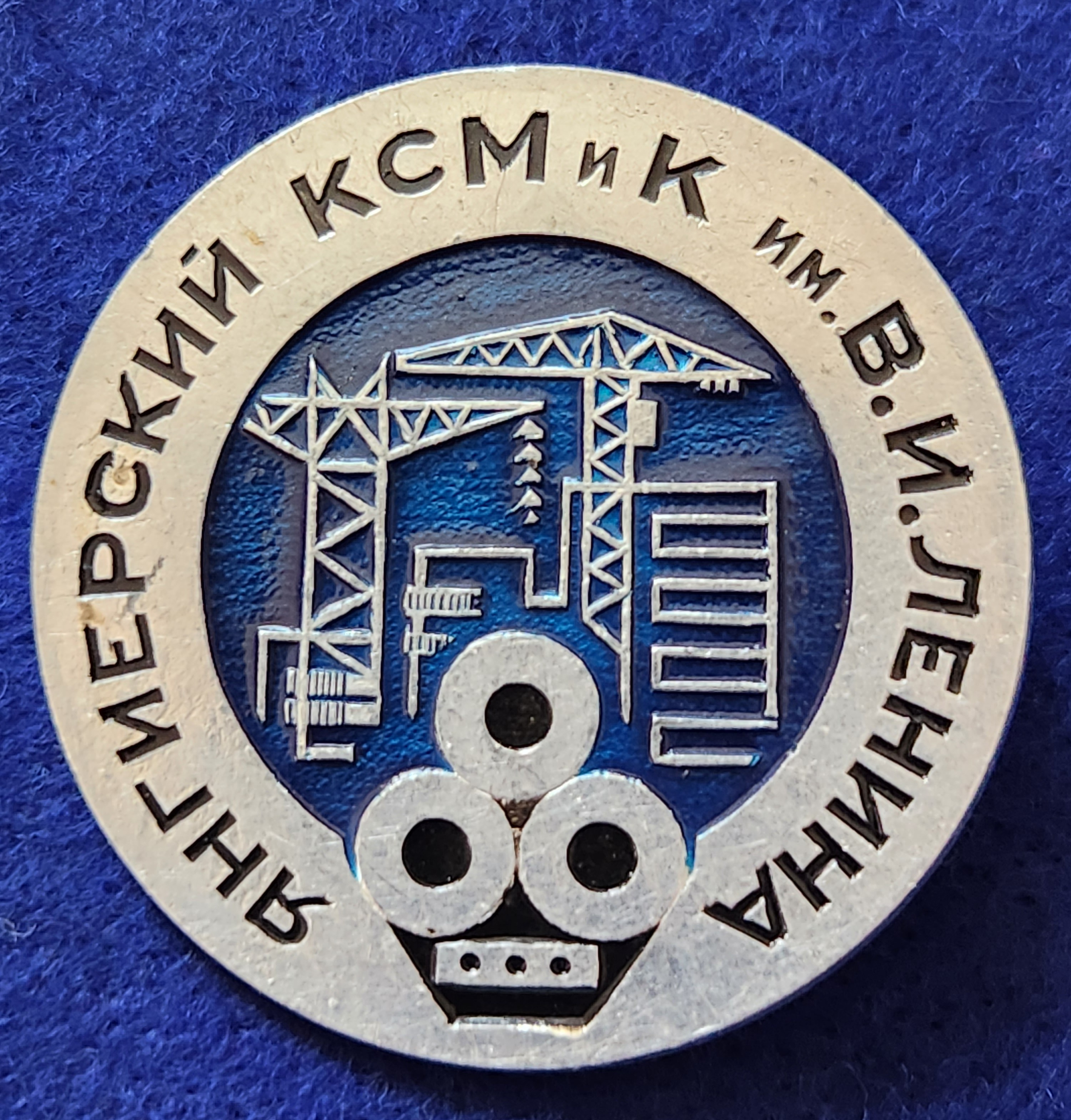
Янгієрський Комбінат Будівельних Матеріалів і Конструкцій при якому у 1966 році було засновано футбольний клуб Янгієр.

- у 2007 році  — 12 400 км²
- у 2009 році  — 14 600 км²

Перевезення вантажів склало:
- у 2004 році — 610 400 тонн
- у 2005 році — 652 000 тонн
- у 2006 році — 1 165 800 тонн
- у 2007 році — 1 467 700 тонн
- у 2008 році — 876 200 тонн
- у 2009 році — 684 600 тонн

## Освіта
У місті діє 12 загальноосвітніх шкіл, всі з яких вважаються сучасними. Крім того, функціонують заклади середньоспеціальної освіти.
1. Ліцей-інтернат
2. Педагогічний коледж
3. Медичний коледж
4. Футбольна школа-інтернат

### Вища освіта
- Янгіерська філія Ташкентського хіміко-технологічного інституту
- Янгіерська філія Гулістанського державного університету

## Спорт
У місті є:
- Дитячо-юнацька спортивна школа,
- Стадіон «Янгієр» (колишній «Цілинник»),
- 7 штучних футбольних полів,
- 4 басейни (літній і зимовий).
- Янгієр (футбольний клуб)

## Керівництво

### Хокім
- Носіров Отабек Уралович

### Заступники хокима
- Нурматов Ісоміддін Нуріддінович,
- Салієв Махсум Мукмбаєвич
- Мірзаєв Шавкат Бахтієрович,
- Егамбердієв Жасур,
- Бекназарова Барно Умаркуловна.
- Ярашев Алан Ільхомович

## Пам'ятки міста
- Музей «Освоєння Голодного степу».

## Особи, пов'язані з Янгієром
- Тян Сергій Нактюнович — головний архітектор міста Янгієр з 1972 по 2012 рік. Він був одним з основних кураторів урбаністів, які реалізовували проєкти забудови генерального плану міста, а також автором герба Янгієра. Сергій Нактюнович закінчив Харківський національний аграрний університет імені В. В. Докучаєва у 1966 році, а в 1976 році — Московський архітектурний інститут. У 1986 році отримав нагороду «Ветеран праці СРСР», а в 2023 році — нагороду за Доблестну працю.
- Єрмакова Анастасія Євгенівна — казахстанська легкоатлетка, яка спеціалізується на стрибках з жердиною. Вона стала чемпіонкою Азії в приміщенні у 2018 році, а також чемпіонкою Казахстану у 2017 році та в приміщенні у 2018 році.
- Коркін Геннадій Петрович  — радянський і російський футболіст, який грав на позиції нападника.
- Нам Олег В'ячеславович — український тхеквондист (5-й дан) корейського походження, заслужений тренер України.